# Cryptocoryne undulata
Cryptocoryne undulata é uma espécie botânica do género Cryptocoryne, pertencente à família Araceae. É endémica do Sri Lanka.